# O življenju, vesolju in sploh vsem
Knjiga O življenju, vesolju in sploh vsem je tretji del t. i. »trilogije v petih delih« pisatelja Douglasa N. Adamsa. Izšla je leta 1982.

## Kratka vsebina
Arthur Dent in Ford Prefect se na zemlji ločita. Arthur ostane v svoji votlini, Ford pa se odpravi raziskovat. Ford se čez pet let vrne in z Arthurjem odkrijeta česterfildsko zofo, ki ju prestavi na igrišče za kriket dva milijona let pozneje.
Tam srečata Slartibartfasta, ki se je trudil ukrasti Pepel kriketskega čoka. Vmes so se na igrišču pojavili roboti, ki so ravno tako poskušali odnesti Pepel. S Slartibartfastovo ladjo, ki je delovala na bistromatični pogon in je bila v kajtebrižnem polju, sta odšla z zemlje. Slartibartfast jima je razložil problem krikkitških vojn. Ko so se končale, so cel planet zaklenili v ovojnico, zdaj pa je njihova poslednja ladja izven ovoja iskala ključ, da bi ga odklenila. Del tega ključa je sestavljal tudi pogon Zlatega srca. Ko so prišli ponj, so s sabo odpeljali še Zaphoda Beeblebroxa, Marvin pa jim je preprečil da bi ga ubili. Tačas poskuša Slartibartfast z Arthurjem in Fordom krikkitškim robotom preprečiti, da bi na neki zabavi dobili še zadnji del ključa, vendar jim to ne uspe, srečajo pa Trillian. Na Krikkit pridejo prepozno in so le še priča temu, kako ladja odklene ovojnico. Takrat se jim pridruži Zaphod, ki je kot edini v zgodovini preživel napad krikkitških robotov. Nato se odpravijo na Krikkit, kjer srečajo domačine, ki jih odpeljejo k svojim voditeljem. Tam ugotovijo, da bomba, ki jo hočejo sprožiti na Krikkitu in bi uničila celo vesolje, tako in tako ne deluje. K hitremu razvoju Krikkita pa je pripomogel predvsem računalnik, ki je po planetu širil sovražnost, da pa so bili roboti zamorjeni in Zaphoda niso ubili, so šle zasluge predvsem Marvinu.